# ルイス・カス
ルイス・カス（キャスとも、Lewis Cass, 1782年10月9日 - 1866年6月17日）は、アメリカ合衆国の法律家、軍人、外交官、政治家。1831年から1836年までアメリカ合衆国陸軍長官を、1857年から1860年までアメリカ合衆国国務長官を務めた。

## 生涯

### 生い立ちと初期の経歴
1782年10月9日、カスはニューハンプシャー州エクセターにおいて誕生した。カスはフィリップス・エクセター・アカデミーで学んだ。1799年、カスは両親とともにデラウェア州ウィルミントンに移り、教師となった。
カスは1800年に北西部準州のマリエッタに移り、1801年に北西部準州ゼーンズヴィル近郊に農場を構えた。カスは法律を学び、1802年に弁護士として認可を受けた。1806年、カスはオハイオ州下院議員に選出された。カスは1807年から1812年までオハイオ州地区の連邦地方裁判所執行官を務めた。
1812年に米英戦争が起こると、カスはオハイオ州第3連隊に入隊し、大佐に任命された。カスはウィリアム・ハル将軍やウィリアム・ハリソン将軍の下に付き、旧北西部準州地域で任務に当たった。カスは1813年に正規軍の准将となった。カスは第8軍管区でハリソン将軍と共同作戦を行い、テムズの戦いに参加した。

### ミシガン準州での政治
米英戦争終戦後、カスは戦果に対する報酬として、ミシガン準州知事に任ぜられた。カスは1813年から1831年までミシガン準州知事を務め、デトロイトに居住した。
1820年、カスはミシガン準州北部の探検を命じ、ミシシッピ川の源流を探索させた。当時、米英間の国境はミシシッピ川と定められていたが、そのミシシッピ川の源流が不明であったため、国境線も未確定であった。探検隊は五大湖地域西部を探索し、現在のミネソタ州中北部に位置する湖がミシシッピ川の水源であると確認した。この湖はカス湖と名づけられた。その後1832年、探検隊に参加した地質学者ヘンリー・スクールクラフトが再探検を行い、ミシシッピ川の水源はカス川の付近にあるイタスカ湖であると訂正した。

### アメリカ合衆国陸軍長官
1831年8月、カスはアンドリュー・ジャクソン大統領から陸軍長官に指名され、ミシガン準州知事を辞任した。カスはジャクソン大統領の下においてインディアン移住政策の中心人物となり、インディアンをミシシッピ川以西へ移住させることを推し進めた。カスは1836年まで陸軍長官を務め、その後1842年まで駐フランス公使を務めた。

### アメリカ合衆国上院議員
カスは1845年から1848年まで連邦上院議員を務めた。カスは連邦議会において軍事委員会の委員長を務めた。1848年、カスは民主党から大統領選挙への出馬を表明し、上院議員を辞職した。カスはウィリアム・オーランド・バトラーを副大統領候補とし、国民主権の原則を強く主張した。カスは、準州に住む人々は自ら奴隷制の可否を決定すべきであると考えた。だがカスの立候補表明は民主党内での分裂を引き起こし、反奴隷制を主張していた民主党員は離脱し自由土地党を結成した。結局、カスは大統領選挙においてホイッグ党のザカリー・テイラーに敗れた。カスはその後、連邦議会に復帰し、1857年まで上院議員を務めた。

### アメリカ合衆国国務長官
1857年、カスはジェームズ・ブキャナン大統領の下で国務長官に就任した。当時のアメリカでは、南部の奴隷制度の存否が大きな問題となっており、連邦分裂の危機に直面していた。カスは南部諸州の連邦離脱を防止する強硬策を主張したが、ブキャナン大統領は状況を打破する有効策を何ら打たなかった。結局、カスはブキャナン大統領の態度に辟易し、1860年に国務長官を辞任した。

### 晩年
国務長官退任後、カスはミシガン州デトロイトに戻り、文筆業に従事した。カスはインディアン問題や西部開拓問題に関心を示した。1866年6月17日、カスはデトロイトにおいて死去した。カスの遺体はデトロイト市内のエルムウッド墓地に埋葬された。

## 栄誉
以下の地名は、カスにちなんで名づけられた。

### 郡
- イリノイ州カス郡
- インディアナ州カス郡
- アイオワ州カス郡
- ミシガン州カス郡
- ミズーリ州カス郡

- ミネソタ州カス郡
- ネブラスカ州カス郡
- ノースダコタ州カス郡
- テキサス州カス郡
- ジョージア州カス郡

### 市町村
- ウェストバージニア州カス
- ミネソタ州カスレイク
- ミシガン州カスシティ
- ミシガン州カスポリス
- オハイオ州カスタウン

- ジョージア州カスヴィル
- ミズーリ州カスヴィル
- ペンシルベニア州カスヴィル
- ウィスコンシン州カスヴィル
- ニューヨーク州カスヴィル

### 郡区
- イリノイ州フルトン郡カス郡区
- インディアナ州クレイ郡カス郡区
- インディアナ州デュボイス郡カス郡区
- インディアナ州グリーン郡カス郡区
- インディアナ州ラポート郡カス郡区
- インディアナ州オハイオ郡カス郡区
- インディアナ州プラスキ郡カス郡区
- インディアナ州サリヴァン郡カス郡区
- インディアナ州ホワイト郡カス郡区
- アイオワ州ブーン郡カス郡区
- アイオワ州カス郡カス郡区
- アイオワ州シーダー郡カス郡区
- アイオワ州クレイトン郡カス郡区
- アイオワ州ガスリー郡カス郡区
- アイオワ州ハミルトン郡カス郡区

- アイオワ州ハリソン郡カス郡区
- アイオワ州ジョーンズ郡カス郡区
- アイオワ州シェルビー郡カス郡区
- アイオワ州ワペロ郡カス郡区
- ミズーリ州ダグラス郡カス郡区
- ミズーリ州グリーン郡カス郡区
- ミズーリ州ストーン郡カス郡区
- ミズーリ州テキサス郡カス郡区
- オハイオ州ハンコック郡カス郡区
- オハイオ州マスキンガム郡カス郡区
- オハイオ州リッチランド郡カス郡区
- オクラホマ州オクラホマ郡カス郡区
- ペンシルベニア州ハンティンドン郡カス郡区
- ペンシルベニア州スクールキル郡カス郡区

### 地形
- ミネソタ州カス湖
- ミシガン州カス湖
- ミシガン州カス川